# Sven Otto Littorin
Sven Otto Julius Littorin (ur. 20 maja 1966 w Skänninge w gminie Mjölby) – szwedzki polityk, od 2006 do 2010 minister pracy.

## Życiorys
W latach 1988–1994 studiował ekonomię i zarządzanie na Uniwersytecie w Lund, nie obronił przedłożonej pracy dyplomowej. Jego oficjalne CV zawierało też dyplom MBA uzyskany na nieakredytowanym Fairfax University w Luizjanie. Zapis ten został usunięty w połowie 2007 po kontrowersjach pojawiających się w mediach wokół tej sprawy.
Zawodowo Sven Otto Littorin pracował w branży projektowej i konsultingowej, m.in. w Nowym Jorku. W 2003 został sekretarzem generalnym Umiarkowanej Partii Koalicyjnej.
Po wygranych przez centroprawicową koalicję wyborach parlamentarnych w 2006 zrezygnował ze stanowiska w partii, obejmując z jej rekomendacji urząd ministra ds. zatrudnienia w gabinecie Fredrika Reinfeldta. W 2010 podał się do dymisji.